# Ликиардопуло, Михаил Фёдорович
Михаил Фёдорович Ликиардопуло (литературный псевдоним М. Ричардс; 8 [20] марта 1882, Николаев, Российская империя — 17 ноября 1925, Брайтон, Англия) — российский журналист, переводчик, литературный критик, драматург, секретарь редакции журнала «Весы», секретарь Московского художественного театра. Один из ведущих участников кружка московских символистов 1900-х годов. По национальности грек.

## Биография
Родился в Николаеве 8 (20) марта 1882 года; отец — греческий подданный Фёдор Николаевич Ликиардопуло; мать Деспина Михайловна, в девичестве Зигамола (Зигомала) . Родная сестра Екатерина Федоровна Ликиардопуло 23.03.1885 года рождения. Отец Федор Николаевич был женат на Деспине Михайловне вторым браком в 1881г. В первом браке с Еленой Матвеевной Паренмдла (1858 - 27.08.1878) 16 мая 1877 года у них родился сын Иван (Иоанн; 17.08.1878 года рождения), но он и его мама умерли от послеродовой горячки.
Раннее детство провёл в Неаполе, куда переехала семья. Вернулся в Россию в 1894 году и получил среднее образование в Ростове-на-Дону. С 1904 года жил в Москве, где начал сотрудничать с журналом «Весы» в качестве обозревателя современной греческой литературы. В 1906 году стал секретарём журнала, а в 1909 году фактически взял на себя все организационно-редакторские обязанности.
В 1910—1917 годах был литературным секретарём дирекции Московского художественного театра.
В 1912—1917 годах работал на русскую разведку; в качестве греческого купца в 1915—1916 годах ездил в Германию, выполняя поручение Главного штаба Российской империи. Был близким другом английского генерального консула в России Роберта Локкарта. Локкарт и другие друзья называли Ликиардопуло «Ликки».
Знал шесть языков. В 1914 году заведовал иностранным отделом газеты «Новь». С 1915 года корреспондент газет «День», «Утро России» и других. В мае 1916 года выехал в Стокгольм, где состоял на греческой дипломатической службе: до 1919 года заведовал отделом печати и пропаганды греческой миссии; там же работал корреспондентом русских газет. В 1918 году, после разоблачения заговора Локкарта и высылки последнего из России, Ликиардопуло перестал сотрудничать с советской властью.
С апреля 1919 года — корреспондент газеты «The Morning Post» в Лондоне. Вероятно, работал на британские спецслужбы. Получил британское подданство. Умер в Англии 17 ноября 1925 года. Похоронен на кладбище г. Брайтона и г. Престона, участок (могила) i-337. Адрес - 241 Hartington Rd, Brighton, Brighton and Hove, Brighton BN2 3PA, Великобритания. Его захоронение недавно было вновь разыскано, могила расчищена, о чем вышла статья.

## Творчество
В литературном мире Михаил Ликиардопуло известен прежде всего как главный знаток, ценитель и пропагандист творчества Оскара Уайльда в России начала XX века. Перевёл более двадцати произведений Уайльда на русский язык, частью под псевдонимом М. Ричардс, написал множество статей и очерков о жизни и творчестве писателя. Под редакцией Ликиардопуло к 1910 году было издано полное восьмитомное собрание сочинений Уайльда. Также переводил произведения Мориса Метерлинка, Джека Лондона, Герберта Уэллса, Рабиндраната Тагора и других авторов.